# Bolarka (rejon emilczyński)
Bolarka (ukr. Болярка) – wieś na Ukrainie, w obwodzie żytomierskim, w rejonie emilczyńskim. W 2001 roku liczyła 108 mieszkańców.